# فسفید سدیم
فسفید سدیم (به انگلیسی: Sodium phosphide) با فرمول شیمیایی Na۳P یک ترکیب شیمیایی است. که جرم مولی آن 99.943 g/mol می‌باشد. شکل ظاهری این ترکیب، جامد سیاه است.